# Ши Тенфей
Ши Тенфей (5 жовтня 1988) — китайський плавець.
Учасник Олімпійських Ігор 2012 року, де в естафеті 4x100 метрів вільним стилем його збірна посіла 11-те місце і не потрапила до фіналу.